# Finsterwald (Gmund am Tegernsee)
Finsterwald ist ein Gemeindeteil der Gemeinde Gmund am Tegernsee im Landkreis Miesbach in Oberbayern.

## Lage
Das Dorf Finsterwald liegt auf circa 784 m ü. NHN westlich von Gmund und nördlich vom Tegernsee. Die Entfernung zu München beträgt circa 46 km. Der Dürnbach fließt durch Finsterwald.

## Geschichte
Vor der Eingemeindung Dürnbachs aufgrund der Gebietsreform in Bayern am 1. Mai 1978 gehörte Finsterwald, so wie die heutzutage ebenfalls zur Gemeinde Gmund zählenden Gemeindeteile Ackerberg, Festenbach, Moosrain und Mühlthal zur ehemaligen Gemeinde Dürnbach.

## Verkehr

### Bus
In Finsterwald gibt es 2 Bushaltestellen. An der Bushaltestelle Finsterwald, Realschule halten die Buslinien 353, 354, 355, 357, 360 und 366, während an der Haltestelle Finsterwald, Ort nur noch die Buslinie 357 hält.

### Bahn
In Finsterwald gibt es, in direkter Nähe zur Bushaltestelle an der Realschule Finsterwald, eine Bahnstation mit stündlichen Verbindungen der RB57 (München-Tegernsee), die von der Bayerischen Regiobahn (BRB) betrieben wird.